# 雪橇运动中心
雪橇運動中心（俄语：Санки）是一個位於俄羅斯索契的雪橇場館。該場館在2007年動工，2009年竣工，耗資1億盧布。它能容納5000名觀眾，其賽道全長1.5公里。在2014年冬季奧運期間，雪橇運動中心會承辦雪車、雪橇和鋼架雪車三項賽事。

## 爭議
雪橇運動中心位於索契的東北部野區，由於場地鄰近索契國家公園，加上當地有具生態價值的棕熊。因此，有環保組織批評賽會的選址。

## 資料來源
1. ↑  Sochi 2014 bid package on sports venues. pp 14-7, 20-1, 24-5, 76-9.
2. ↑  .   [2014-01-27]. （原始内容存档于2014-01-20）.
3. ↑  .   [2014-01-27]. （原始内容存档于2019-07-23）.

## 外部連結
- Sochi2014.com profile （页面存档备份，存于）